# Ӫ
Ӫ, ӫ (в Юникоде называется перечёркнутая О с умлаутом) — буква расширенной кириллицы. Используется для обозначения коротких звуков [ø] и [ʏ] в эвенском языке (20-я буква алфавита), короткого звука [ø] в хантыйском языке (28-я буква). Также входит в алфавит северо-западного марийского языка.
Происходит от другой буквы кириллицы Ө и добавленного к нему диакритического знака (две точки сверху).